# Anna Magdalena Schwarzová
Anna Magdalena Schwarzová (14. března 1921 Praha – 2. ledna 2017 Krakov) byla česká bosá karmelitánka, někdejší náboženská aktivistka a vězeňkyně nacistického i komunistického režimu. V roce 2010 jí byl udělen Řád Tomáše Garrigua Masaryka a Cena Václava Bendy a v roce 2011 Cena Paměti národa.

## Život
Narodila se ve středostavovské rodině v Praze, později měla dva bratry. Rodina měla židovské kořeny, ale k židovské identitě se nijak nehlásila. Děti však byly pokřtěny a vychovány katolicky, navštěvovaly skaut. Anna dívčí oddíl skautu v roce 1938 opustila, protože v něm působila komunisticky indoktrinovaná vedoucí.
| „ | S komunismem jsem nikdy nekoketovala, ani před válkou ani po ní. Hodně jsem četla, třeba jsem přelouskla komunistický manifest a úplně mne zděsilo, že celá ta jejich ideologie je založena na závisti. (2006) | “ |

Její otec Gustav Schwarz byl ředitelem koncernu Juta, matka byla v domácnosti a zabývala se čtením, vyšíváním a pletením. Zaměstnávali dvě služebné (kuchařku a chůvu), avšak například auto nikdy nevlastnila. Rodiče se společensky ani politicky příliš neangažovali, ale byli vášniví sportovci, zejména horolezci, od dubna do října pobývala rodina pravidelně v Alpách a otec za ní dojížděl, jak mu pracovní vytížení umožňovalo.
Nejprve žili na Smíchově na Arbesově náměstí, v jejích asi 16 letech se přestěhovali na Nové Město na roh Resslovy a Gorazdovy ulice, poslední bydliště před deportací bylo v Podskalské ulici. Nejprve chodila do školy ve Smetanově ulici, poté absolvovala Drtinovo gymnázium. Ještě jako dospívající dívka pod vlivem vzdálené příbuzné konvertovala ke katolickému křesťanství a v roce 1939 se přihlásila do kláštera, ale kvůli židovskému původu byl její vstup odložen na neurčito.
Dne 7. prosince 1941 byla kvůli židovskému původu spolu s rodiči deportována do Terezína v rámci prvního civilního transportu (předcházely jen dva pracovní transporty), otec a další příbuzní byli později zabiti v Osvětimi (otec v říjnu 1944), Anna s matkou přežily. Anna využila oslabené ostrahy ghetta a několik dní před osvobozením z ghetta odešla zpět do Prahy. Z matčiných 4 bratrů přežil jediný, otec Petra Ebena. Annin mladší bratr Jiří (*1923) byl ještě před mobilizací v 15 letech poslán do Anglie, kde se ihned přihlásil do armády a v 17 letech se stal příslušníkem RAF, působil jako palubní mechanik u 311. perutě a válku rovněž přežil, později po okupaci 1968 emigroval do USA.

## Poválečná léta a komunismus
Po skončení války nebyl přeživším členům rodiny vrácen žádný majetek. Anna žila s matkou nejprve na matracích u příbuzných, poté získaly náhradní bydlení špatné kvality. Ve volbách v roce 1946 volila Národní socialisty. Stala se postulantkou karmelitánského kláštera. Její duchovní vůdce jí radil, aby se především starala o maminku, a proto odložila vstup do kláštera a studovala angličtinu a francouzštinu na Filosofické fakultě UK v Praze (zvažovala též studium medicíny). Působila též v Ústředí katolického studentstva a Katolické lize akademické.
Teprve v roce 1948 byla do kláštera přijata, ale po únorovém převratu řád všechny novicky propustil z řádu kvůli lsti kněze tajně spolupracujícího s režimem, který tvrdil, že si to přeje arcibiskup. Rovněž byla v rámci prověrek vyloučena ze studia. Poté pracovala jako cizojazyčná korespondentka v podniku Juta a referentka pro nákup hodinek v podniku Kovo. Od konce roku 1949 se stýkala s křesťanským společenstvím Rodina, založeným Tomislavem Kolakovičem, a s přáteli, mezi něž patřili Oto Mádr, Josef Zvěřina, Václav Vaško či Zdeněk Bonaventura Bouše. Dopravovala potraviny, informace i pokyny kněžím do internačních táborů. Dne 12. února 1953 byla zatčena Státní bezpečností a obviněna nechvalně známým prokurátorem Karlem Čížkem z páchání protistátní činnosti ve spojení „s již odsouzeným špionem Vatikánu“ Mádrem. V březnu 1954 byla souzena se skupinou Hošek a spol. a odsouzena v inscenovaném procesu za velezradu k 11 letům odnětí svobody a ke ztrátě občanských práv a majetku. Trest si odpykávala ve věznicích v Praze-Ruzyni a v Pardubicích až do amnestie v roce 1960. Ve vězení se spřátelila mimo jiné s komunistickou političkou Marií Švermovou, s níž se pak stýkala i po propuštění. S Růženou Vackovou vedla etický spor, zda se má šířit optimismus i za cenu lži – zastávala názor, že nikoliv.
| „ | …já jsem žádnou naději nepěstovala. Růženka Vacková zastávala názor, že se má šířit optimismus i za cenu lži, a kvůli tomu jsme se hodně přely. Když ji pak v druhé půlce šedesátých let propustili a sešly jsme se, objala mě a řekla, že jsem měla pravdu. (2006) | “ |

Po propuštění dělala dělnickou práci v káblovně, kterou se naučila během výkonu trestu. V 60. letech žila v Českém Krumlově, jako trestaná osoba měla problém sehnat práci, od přelomu let 1961/1962 pracovala jako samostatná dělnice na noční směně v papírně, od roku 1965 ji směnový inženýr neoficiálně přeřadil na práci tlumočnice poté, co u ní objevil anglicky psanou detektivku. Do veřejného dění se v té době nezapojovala a ani s klášterem nebyla v kontaktu. Koncem roku 1968 se vrátila do Prahy, v konkursu získala místo jako překladatelka na Vysoké škole zemědělské v Praze. Současně ji vytěžovali Josef Zvěřina a Oto Mádr, pro které překládala samizdatovou literaturu, blízce spolupracovala s Františkem Líznou.
Roku 1976 odešla do důchodu. Roku 1977 z nevysvětlených důvodů dostala devizový příslib a setkala se ve Vídni s provinciálem řádu a v Římě od generála řádu dostala potvrzení, že řád uznává její nedokončený noviciát a může složit řeholní sliby, kdy přijímá řádové jméno Magdalena. Chartu 77 nepodepsala, protože jí to zakázala převorka řádu, avšak s chartisty, s disentem a s Výborem na obranu nespravedlivě stíhaných spolupracovala a i řád jí to dovolil. V konspiračním prostředí disentu se za ni zaručili komunisté: František Kriegel, Gertruda Sekaninová-Čakrtová a Marie Švermová,[zdroj?] Kriegel i Švermová se jí za zločiny komunismu mnohokrát omlouvali.
Tajná policie na ni od roku 1980 znovu zavedla svazek pod jménem „Sára“ a v něm ji označovala jako řeholnici židovského původu. Komunistickým režimem byla opakovaně zatýkána, sledována, odposlouchávána, podrobována domovním prohlídkám, roku 1982 jí byl odebrán pas. Klášteru v Jiřetíně, pod který patřila, Státní bezpečnost telefonicky oznámila, že její návštěvy jsou nežádoucí. Klášter tento požadavek režimu akceptoval a Anna Magdalena Schwarzová od přelomu 70. a 80. let začala jezdit do Polska, kde pobývala v Krakovském klášteře. Státní bezpečnost ji podezírala ze špionáže či z přípravy útěku z republiky, jejím hlavním zájmem však byl řád karmelitánek, při cestách vozila církevní dopisy a zprávy pro Amnesty International i duchovní literaturu.
V srpnu 1980 složila věčné sliby do kláštera bosých karmelitánek v Krakově. V roce 1985 jí československé úřady po dlouhém vyjednávání církevních a státních institucí vyhověly a povolily jí vystěhování do Polska. Dostala vystěhovalecký pas s podmínkou, že se vzdá československého občanství. Dne 19. ledna 1985 opustila Československo, 25. ledna téhož roku ji čs. úřady zařadily na seznam nežádoucích osob. V klauzurním klášteře bosých karmelitánek v Krakově žila až do své smrti.

## Po revoluci
V roce 1989 jí provinciálka povolila návštěvu Prahy, aby si podala žádost o vrácení československého občanství, které také dostala, a poté měla několik let povoleno žít mimo klášter, aby si mohla vyřizovat odškodnění za persekuci.
Dne 16. listopadu 2010 jí Ústav pro studium totalitních režimů udělil Cenu Václava Bendy s pamětní medailí Za svobodu a demokracii.

Dne 28. října 2011 jí prezident Václav Klaus udělil Řád Tomáše Garrigua Masaryka za vynikající zásluhy o rozvoj demokracie, humanity a lidská práva.
Dne 17. listopadu 2011 obdržela Cenu Paměti národa od občanského sdružení Post Bellum.
| „ | Víte, po devětaosmdesátém měla církev obrovskou šanci, kterou jsme úplně pro… Ty tečky si doplňte. První, o co se začala církev starat, byly peníze, majetky, lesy, lány, úplně se kašlalo na to, že lidé přestávají chodit do kostela. Kdyby to tehdy vzali do ruky kněží s čistýma rukama, kterým by šlo o podstatné věci, snad dnes mohla být jiná situace. (…) V Polsku je to totéž v modrém, jenže tady do toho ještě smrdí xenofobní a antisemitské Rádio Maria, které v Česku naštěstí není… (2006) | “ |